# Ричеркар
Ричеркар (од итал. ricercare тражити, испитивати, истраживати) је једна од најстаријих врста инструменталне композиције, распрострањена од XVI до XVIII в. Првобитно је израз ричеркар означавао у музици подешавање, усклађивање инструмената, па су се с њиме уопштено означавали инструментални ставови уводног карактера. Назив се у том смислу сусреће први пут у табулатурама за лауту Ф. Спинаћина (1507). Тај је првобитни тип ричеркара имао претежно импровизацијску грађу, обликовану изразито инструментално; пуни акорди смењивали су се с пасажима; често је први део био живахан покретљивији, а други мирнијег тока. Такав слободно обликовани ричеркар компоновао се не само за лауту него и за друге инструменте тога доба: за оргуље, чембало, виолу да гамбу, виолончело.
Упоредо се, од средине XVI века, развија имитацијски грађен ричеркар и то претежно као композиција за оргуље или за инструментални камерни састав. Имитацијски ричеркар првобитно је компонован по узору на вокални полифони облик мотета па је имао вишеделну форму, с више тема. Конструкција је према томе била мотетска, али слог и стил су све више добијали изразито инструментални карактер, што се дало приметити нпр. у интервалима и скоковима, певачки неподесним, диминуцијама, пасажима и украсима, својственима инструменталној техници. Први имитацијски ричеркари за инструментални ансамбл налазе се у збирци Musica nova accommodata per cantar et sonar (1540).